# Thịnh vượng chung Philippines
Thịnh vượng chung Philippines (tiếng Filipino: Komonwelt ng Pilipinas; tiếng Anh: Commonwealth of the Philippines; tiếng Tây Ban Nha: Mancomunidad de Filipinas) là cơ quan hành chính quản trị Philippines từ năm 1935 đến 1946, trừ thời kỳ lưu vong 1942-1945 trong Chiến tranh thế giới thứ hai khi Nhật Bản chiếm đóng đảo quốc. Cơ quan này thay thế cho Chính phủ đảo dân, và được thiết lập theo Đạo luật Tydings–McDuffie. Thịnh vượng chung được dự kiến là một chính phủ chuyển đổi nhằm chuẩn bị cho đảo quốc giành độc lập hoàn toàn.
Trong hơn một thập niên tồn tại, Thịnh vượng chung có quyền hành pháp mạnh và có một Tòa án tối cao. Cơ quan lập pháp của Thịnh vượng chung nằm dưới quyền chi phối của Đảng Quốc dân, cơ quan này ban đầu có một viện, về sau có hai viện. Năm 1937, chính phủ lựa chọn ngôn ngữ tại Manila và các tỉnh xung quanh là tiếng Tagalog làm cơ sở cho quốc ngữ, song phải mất nhiều nó mới được sử dụng phổ biến. Quyền bỏ phiếu của nữ giới được phê chuẩn và kinh tế khôi phục mức trước Suy thoái trước khi Nhật Bản chiếm đóng năm 1942.
Chính phủ Thịnh vượng chung lưu vong từ năm 1942 đến năm 1945, khi Philippines bị Nhật Bản chiếm đóng. Năm 1946, Thịnh vượng chung kết thúc và Philippines tuyên bố chủ quyền đầy đủ theo Điều XVIII của Hiến pháp 1935.

## Tên gọi
Thịnh vượng chung Philippines còn được gọi trong tiếng Anh là "Philippine Commonwealth", hoặc giản hóa thành "the Commonwealth". Hiến pháp 1935 xác định "the Philippines" là tên tắt của quốc gia trong tiếng Anh và chỉ sử dụng "the Philippine Islands" để đề cập đến tình trạng và thể chế trước năm 1935. Dưới thời Chính phủ Đảo dân (1901-1935), cả hai thuật ngữ đều có địa vị chính thức.

## Lịch sử

### Hình thành

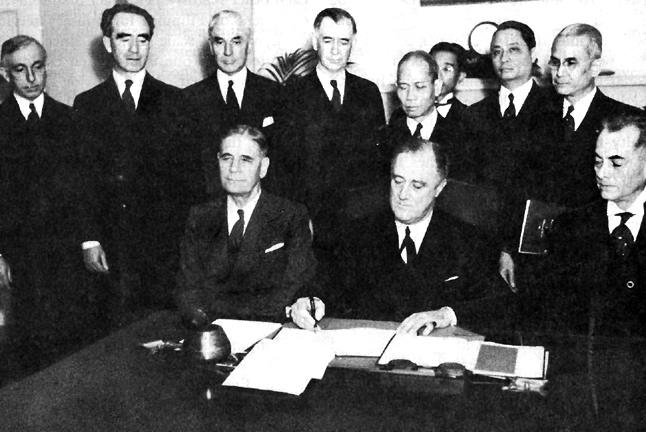
23 tháng 3 năm 1935: Hội nghị Hiến pháp. Ngồi, từ trái sang phải: Bộ trưởng Chiến tranh George H. Dern, Tổng thống Franklin D. Roosevelt, và Manuel L. Quezon

Chính quyền lãnh thổ thuộc Hoa Kỳ trước năm 1935, hay Chính phủ Đảo dân, do một toàn quyền đứng đầu và người này được Tổng thống Hoa Kỳ bổ nhiệm. Tháng 12 năm 1932, Quốc hội Hoa Kỳ thông qua Đạo luật Hare–Hawes–Cutting tạo tiền đề trao độc lập cho người Philippines. Các điều khoản trong dự luật bao gồm bảo lưu các căn cứ quân sự của Hoa Kỳ, cũng như áp đặt thuế quan và hạn hạch cho xuất khẩu của Philipines. Tổng thống Herbert Hoover phủ quyết Đạo luật Hare–Hawes–Cutting, tuy nhiên Quốc hội Hoa Kỳ phế trừ phủ quyết của Hoover vào năm 1933 và thông qua dự luật bất chấp Hoover phản đối. Tuy nhiên, dự luật bị Chủ tịch Hạ viện Philippines đương thời là Manuel L. Quezon phản đối, Hạ viện Philippines cũng bác bỏ dự luật.
Tình hình này dẫn đến tạo lập và thông qua một dự luật mới mang tên Đạo luật Tydings–McDuffie, hay còn gọi là Đạo luật Độc lập Philippines, theo đó chấp thuận thành lập Thịnh vượng chung Philippines với một thời kỳ chuyển tiếp hòa bình kéo dài 10 năm hướng đến độc lập hoàn toàn – ngày cụ thể là 4 tháng 7 sau kỷ niệm 10 năm thành lập Thịnh vượng chung.
Một Hội nghị Hiến pháp được triệu tập tại Manila vào ngày 30 tháng 7 năm 1934. Ngày 8 tháng 2 năm 1935, Hiến pháp 1935 của Thịnh vượng chung Philippines được hội nghị phê chuẩn với 177/1 phiếu. Hiến pháp này được Tổng thống Franklin D. Roosevelt phê chuẩn vào ngày 23 tháng 3 năm 1935 và được thông qua theo phiếu phổ thông vào ngày 14 tháng 5 năm 1935.
Ngày 17 tháng 9 năm 1935, diễn ra bầu cử tổng thống. Các ứng cử viên gồm có cựu tổng thống Emilio Aguinaldo, thủ lĩnh Giáo hội Độc lập Philippines Gregorio Aglipay, cùng những người khác. Manuel L. Quezon và Sergio Osmeña thuộc Đảng Quốc dân được tuyên bố thắng cử, giành được chức vụ tổng thống và phó tổng thống.
Chính phủ Thịnh vượng chung nhậm chức vào sáng ngày 15 tháng 11 năm 1935, trong một buổi lễ trên các bậc thềm của Tòa nhà Nghị viện tại Manila. Một đám đông khoảng 300.000 người tham dự sự kiện này.

### Trước Thế chiến
Chính phủ mới thi hành các chính sách kiến quốc tham vọng nhằm chuẩn bị cho độc lập về kinh tế và chính trị. Chúng bao gồm quốc phòng (như Đạo luật Quốc phòng 1935 thiết lập một chế độ cưỡng bách tòng quân trong nước), kiểm soát lớn hơn đối với kinh tế, hoàn thiện các thể chế dân chủ, cải cách giáo dục, cải thiện giao thông, xúc tiến phát triển các thủ phủ địa phương, công nghiệp hóa, và thuộc địa hóa đảo Mindanao.
Tuy nhiên, những điều không xác định tỏ ra là các vấn đề lớn, đặc biệt là trong tình hình ngoại giao và quân sự tại Đông Nam Á, mức độ trong cam kết của Hoa Kỳ với Cộng hòa Philippines trong tương lai, và trong kinh tế do Đại khủng hoảng. Tình hình càng phức tạp do có các cuộc khởi nghĩa nông dân, và đấu tranh quyền lực giữa Osmeña và Quezon, đặc biệt là sau khi Quezon được phép tài cử sau một nhiệm kỳ sáu năm.

### Thế chiến II
Nhật Bản bất ngờ tấn công Philippines vào ngày 8 tháng 12 năm 1941. Chính phủ Thịnh vượng chung nhập Lục quân Philippines vào Lục quân Viễn Đông Hoa Kỳ để chống lại Nhật Bản. Manila được công bố là một thành phố không phòng thủ nhằm tránh bị tàn phá, và bị người Nhật Bản chiếm lĩnh vào ngày 2 tháng 1 năm 1942. Trong khi đó, các trận chiến chống lại Nhật Bản tiếp tục tại bán đảo Bataan, đảo Corregidor, và đảo Leyte cho đến khi quân Hoa Kỳ-Philiipines đầu hàng chung cuộc vào tháng 5 năm 1942.

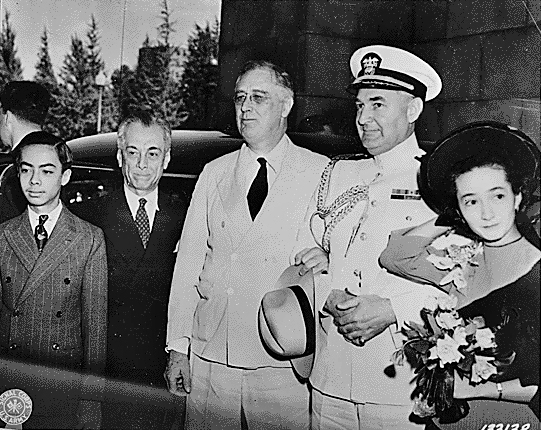
Manuel L. Quezon thăm Franklin D. Roosevelt tại Washington, D.C. trong khi lưu vong

Quezon và Osmeña được các binh sĩ hộ tống từ Manila đến Corregidor, sau đó họ dời đến Úc rồi Hoa Kỳ. Tại Hoa Kỳ, họ lập một chính phủ lưu vong, chính thể này tham dự Hội đồng Chiến tranh Thái Bình Dương và Tuyên ngôn Liên Hợp Quốc. Trong thời gian lưu vong, Quezon bệnh mất, Osmeña trở thành tổng thống.
Trong khi đó, quân Nhật tổ chức một chính phủ mới tại Philippines, được gọi là Đệ nhị Cộng hòa Philippines, đứng đầu là Tổng thống José P. Laurel. Chính phủ này cuối cùng trở nên rất không được ủng hộ.
Kháng cự quân Nhật chiếm đóng tiếp tục tại Philippines, trong đó có Hukbalahap ("Quân đội Nhân dân kháng Nhật"), gồm có 30.000 người có vũ trang và kiểm soát phần lớn Trung Luzon. Thông qua phương pháp du kích, tàn dư của Quân đội Philippines cũng chiến đấu thành công với quân Nhật khiến người Nhật chỉ còn kiểm soát được 12/48 tỉnh.

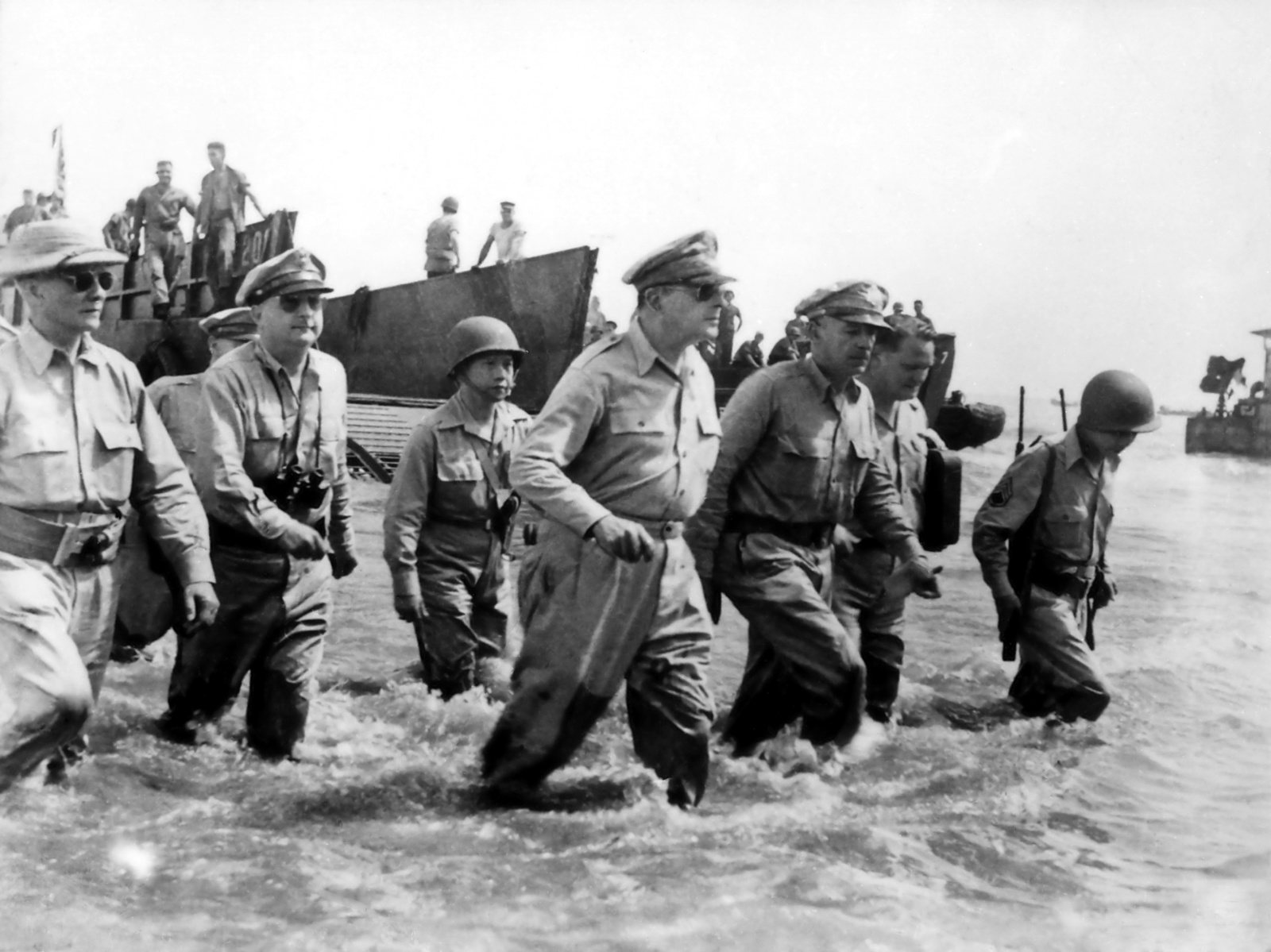
Tướng MacArthur và Tổng thống Osmeña trở về Philippines

Lực lượng Hoa Kỳ dưới quyền Douglas MacArthur đổ bộ tại Leyte vào ngày 20 tháng 10 năm 1944, họ được hoan nghênh như những người giải phóng,. Giao tranh tiếp diễn tại các khu vực hẻo lánh của Philippines cho đến khi Nhật Bản đầu hàng vào tháng 8 năm 1945. Ước tính có đến một triệu người Philiipines tử nạn trong đại chiến, và Manila bị thiệt hại trên quy mô rộng khi một số lực lượng Nhật Bản chống lệnh bỏ thành phố.
Sau Chiến tranh tại Philippines, Thịnh vượng chung được khôi phục và bắt đầu một giai đoạn chuyển tiếp một năm nhằm chuẩn bị độc lập. Tổng tuyển cử được tổ chức trong tháng 4 năm 1946, kết quả là Manuel Roxas thắng cử làm tổng thống đầu tiên của Cộng hòa Philippines độc lập, và Elpidio Quirino đắc cử làm phó tổng thống.

### Độc lập
Thịnh vượng chung kết thúc khi Hoa Kỳ công nhận Philippines độc lập vào ngày 4 tháng 7 năm 1946, theo đúng kế hoạch. Tuy nhiên, kinh tế vẫn phụ thuộc vào Hoa Kỳ. Điều này là kết quả của Đạo luật mậu dịch Bell, còn gọi là Đạo luật mậu dịch Philippine, đó là một điều kiện tiên quyết để nhận viện trợ khôi phục sau chiến tranh từ Hoa Kỳ.

## Chính sách
Đương thời, các bất bình của tá điền thường bắt nguồn từ việc nộp tô, cũng như do dân số gia tăng đột biến tạo áp lực lên gia đình họ. Do đó, Thịnh vượng chung khởi đầu một chương trình cải cách nông nghiệp, tuy nhiên thành công của chương trình bị cản trở do xung đột tiếp tục giữa tá điền và địa chủ. Trong đó, có phong trào Sakdalista do Benigno Ramos khởi xướng, theo đó chủ trương giảm thuế, chia các bất động sản lớn, và đoạn tuyệt các quan hệ với Hoa Kỳ. Cuộc khởi nghĩa này diễn ra tại Trung Luzon vào tháng 5 năm 1935, cướp đi khoảng một trăm sinh mạng.
Do đa dạng về ngôn ngữ tại Philippines, một chương trình "phát triển và chấp nhận một quốc ngữ chung dựa trên các phương ngữ bản địa hiện tại" được phác thảo trong Hiến pháp 1935. Thịnh vượng chung lập ra Surián ng Wikang Pambansà (Viện Quốc ngữ), ban đầu gồm có Tổng thống Quezon và sáu thành viên khác đến từ các dân tộc khác nhau. Một cuộc tranh luận được tổ chức và tiếng Tagalog được lựa chọn do có truyền thống văn học quy mô lớn, làm cơ sở cho "quốc ngữ" được gọi là "Pilipino".
Năm 1940, Thịnh vượng chung ủy quyền lập một từ điển và sách ngữ pháp cho quốc ngữ. Trong cùng năm, Đạo luật Thịnh vượng chung 570 được thông qua, công nhận Filipino trở thành một quốc ngữ khi độc lập.

## Kinh tế
Kinh tế tiền tệ của Thịnh vượng chung chủ yếu dựa trên nông nghiệp. Các sản phẩm gồm có chuối abaca, dừa và dầu dừa, đường, và gỗ. Nhiều loại cây trồng và vật nuôi khác được phát triển phục vụ tiêu thụ tại địa phương. Các nguồn khác để lấy ngoại tệ gồm có lợi ích phụ từ chi tiêu của các căn cứ quân sự Hoa Kỳ tại Philippines cũng như căn cứ hải quân tại vịnh Subic và căn cứ không quân Clark, đều nằm trên đảo Luzon.
Ban đầu, thành tích kinh tế khả quan bất chấp các thách thức từ nhiều cuộc khởi nghĩa nông dân. Thuế thu từ ngành dừa đang thịnh vượng giúp thúc đẩy kinh tế thông qua cấp kinh phí cho cơ sở hạ tầng và các dự án phát triển khác. Tuy nhiên, tăng trưởng ngưng lại do Thế chiến II bùng phát.

## Nhân khẩu
Một cuộc điều tra nhân khẩu được tiến hành tại Philippines trong năm 1939, xác nhận rằng dân số đảo quốc là 16.000.303; trong đó 15,7 triệu người được phân loại là "da nâu", 141,8 nghìn người là "da vàng", 19,3 nghìn người là "da trắng", 29,1 nghìn người là "da đen", 50,5 nghìn người "hỗn chủng", và dưới một nghìn người xếp vào nhóm "Khác". Năm 1941, dân số Philippines ước tính đạt 17.000.000; trong đó có 117.000 người Hoa, 30.000 người Nhật, và 9.000 người Mỹ. Tiếng Anh được 26,3% dân số nói theo điều tra nhân khẩu năm 1939. Tiếng Tây Ban Nha bị tiếng Anh vượt mặt từ đầu thập niên 1920, trở thành một ngôn ngữ của tầng lớp tinh hoa và trong chính phủ; sau đó ngôn ngữ này bị cấm chỉ trong thời kỳ Nhật Bản chiếm đóng.
Số lượng ước tính người nói các ngôn ngữ có ưu thế:
- Cebuano: 4.620.685
- Tagalog: 3.068.565
- Ilocano: 2.353.518
- Hiligaynon: 1.951.005
- Waray: 920.009
- Kapampangan: 621.455
- Pangasinan: 573.752

## Chính phủ
Thịnh vượng chung có hiến pháp riêng, bản hiến pháp này duy trì hiệu lực cho đến năm 1973, và được tự quản song chính sách ngoại giao và quân sự nằm trong phạm vi trách nhiệm của Hoa Kỳ, và có trường hợp ban hành luật pháp cần được tổng thống Hoa Kỳ phê chuẩn.
Trong giai đoạn 1935–41, Thịnh vượng chung Philippines có đặc trưng là cơ quan hành pháp rất mạnh, một quốc hội đơn viện, và một tòa án tối cao, thành viên đều là người Philippines, và được bầu một ủy viên thường trực trong Hạ nghị viện Hoa Kỳ. Một cao ủy Hoa Kỳ và một cố vấn quân sự của Hoa Kỳ, Douglas MacArthur đứng đầu chức vụ sau từ năm 1937 cho đến sự kiện Thế chiến năm 1941, giữ cấp bậc Nguyên soái Philippines. Sau năm 1946, cấp bậc nguyên soái không còn trong quân đội Philippines.
Trong năm 1939 và 1940, sau một sửa đổi trong hiến pháp của Thịnh vượng chung, một nghị viện có lưỡng viện, gồm có một Thượng nghị viện, và một Hạ nghị viện, được khôi phục, thay thế Quốc hội.

## Chính trị

### Danh sách tổng thống
Màu sắc biểu thị chính đảng hoặc liên minh chính trị của mỗi tổng thống vào ngày bầu cử.
| # | Tổng thống | Tổng thống       | Tựu nhiệm            | Thoái nhiệm         | Đảng     | Phó Tổng thống  | Khóa |
| - | ---------- | ---------------- | -------------------- | ------------------- | -------- | --------------- | ---- |
| 1 |            | Manuel L. Quezon | 15 tháng 11 năm 1935 | 1 tháng 8 năm 19441 | Quốc dân | Sergio Osmeña   | 1    |
| 1 | 2          | Manuel L. Quezon | 15 tháng 11 năm 1935 | 1 tháng 8 năm 19441 | Quốc dân | Sergio Osmeña   |      |
| 2 |            | Sergio Osmeña    | 1 tháng 8 năm 1944   | 28 tháng 5 năm 1946 | Quốc dân | khuyết          |      |
| 3 |            | Manuel Roxas     | 28 tháng 5 năm 1946  | 4 tháng 7 năm 1946² | Tự do    | Elpidio Quirino | 3    |

1 Tử vong vì bệnh lao tại Saranac Lake, New York.
² Kết thúc chính phủ Thịnh vượng chung, bắt đầu nền cộng hòa độc lập.

### Chính phủ Quezon (1935–44)

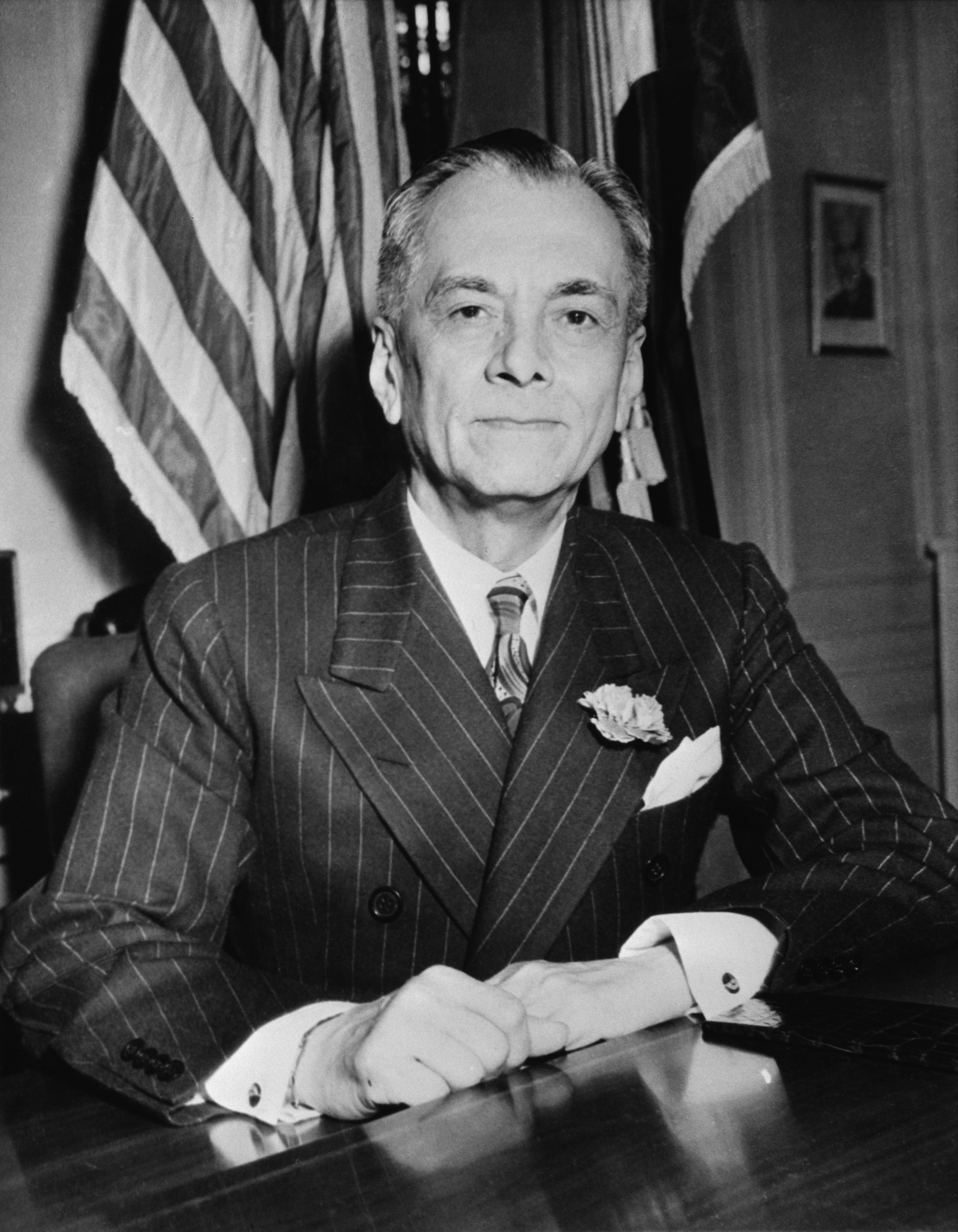
Manuel L. Quezon, tổng thống giai đoạn 1935–44

Năm 1935, Quezon giành thắng lợi trong bầu cử tổng thống quốc gia lần thứ nhất, dưới trướng Đảng Quốc dân (Nacionalista). Ông giành được gần 68% số phiếu, đánh bại hai đối thủ chính là Emilio Aguinaldo và Giám mục Gregorio Aglipay. Khi Manuel L. Quezon nhậm chức Tổng thống Philippines vào năm 1935, ông trở thành người Philippines đầu tiên đứng đầu chính phủ đảo quốc kể từ thời Emilio Aguinaldo và Cộng hòa Malolos năm 1898. Tuy nhiên, vào năm 2008, Nghị sĩ Rodolfo Valencia của tỉnh Oriental Mindoro trình một dự luật yêu cầu công nhận Tướng quân Miguel Malvar là tổng thống thứ nhì của Philippines, đã trực tiếp kế vị Aguinaldo vào năm 1901.
Quezon ban đầu gặp phải cản trở trong hiến pháp về việc tái cử. Tuy nhiên, các sửa đổi hiến pháp trong năm 1940 được phê chuẩn giúp ông được phép vận động tái cử khi nhiệm kỳ kết thúc vào năm 1943. Trong bầu cử tổng thống năm 1941, Quezon giành thắng lợi trước cựu Thượng nghị sĩ Juan Sumulong với gần 82% số phiếu.
Trong một hành động nhân đạo nổi tiếng, Quezon hợp tác với cao ủy của Hoa Kỳ là Paul V. McNutt tạo thuận tiện cho người Do Thái đang đào thoát khỏi các chế độ phát-xít tại châu Âu khi nhập cảnh đến Philippines. Quezon cũng xúc tiến một dự án tái định cư những người tị nạn tại Mindanao.
Quezon mắc bệnh lao và trong những năm cuối đời ông chữa trị tại Saranac Lake, Nêw York, song qua đời vào này 1 tháng 8 năm 1944.

### Chính phủ Osmeña (1944–46)
Osmeña trở thành tổng thống của Thịnh vượng chung khi Quezon qua đời vào năm 1944. Ông trở về Philippines trong cùng năm với Tướng Douglas MacArthur và quân giải phóng. Sau chiến tranh, Osmeña khôi phục chính phủ thịnh vượng chung và các cơ quan hành pháp, tiếp tục đấu tranh vì độc lập cho Philippines.
Osmeña từ chối tiến hành vận động trong tranh cử tổng thống năm 1946, phát biểu rằng nhân dân Philippines biết thành tựu trong 40 năm phụng sự chân thực và trung thành của ông. Tuy nhiên, ông thất bại trước Manuel Roxas, người này giành được 54% số phiếu và trở thành tổng thống đầu tiên của Philippines độc lập.

### Roxas Administration (ngày 28 tháng 5 năm 1946 – ngày 4 tháng 7 năm 1946)

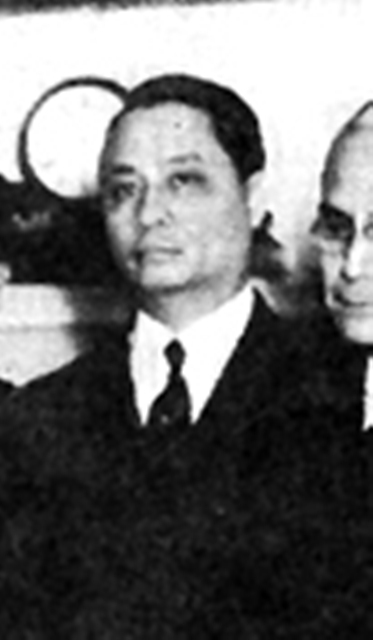
Manuel Roxas, tổng thống cuối cùng của Thịnh vượng chung

Roxas giữ chức tổng thống của Thịnh vượng chung Philippines trong một giai đoạn ngắn, từ ngày 28 tháng 5 năm 1946 đến ngày 4 tháng 7 năm 1946, tức ngày tuyên bố Philippines độc lập theo kế hoạch. Roxas chuẩn bị nền móng cho sự khai sinh của Philippines tự do và độc lập, với hỗ trợ của Nghị viện (tái tổ chức vào ngày 25 tháng 5 năm 1946), với Thượng nghị sĩ José Avelino làm Chủ tịch Thượng nghị viện và Nghị sĩ Eugenio Pérez làm Chủ tịch Hạ nghị viện. Ngày 3 tháng 6 năm 1946, Roxas lần đầu xuất hiện trước phiên họp chung của Nghị viện để trình bày bài diễn văn đầu tiên trước quốc dân. Trong đó, ông nói với các thành viên Nghị viện các vấn đề và khó khăn nghiêm trọng mà Philippines phải đối diện và báo cáo chuyến công du đặc biệt của mình đến Hoa Kỳ — sự chấp thuận độc lập.
Ngày 21 tháng 6, ông tái xuất hiện trong một phiên họp chung khác của Nghị viện và thúc đẩy chấp thuận hai luật quan trọng được Quốc hội Hoa Kỳ thông qua vào ngày 30 tháng 4 năm 1946 cho Philippines. Chúng là Đạo luật Khôi phục Philippines và Đạo luật Mậu dịch Philippines. Cả hai đều được Nghị viện thông qua.